# Barklie Lakin
Richard Barklie Lakin (8 de outubro de 1914 - 1 de março de 2011) foi um industrial inglês, presidente da Vickers-Armstrongs. Ele foi também oficial da Marinha Real Britânica durante a Segunda Guerra Mundial.
Lakin sobreviveu a um acidente de carro que matou seu pai, quando tinha oito anos de idade. Graduou-se no Britannia Royal Naval College, em Dartmouth, em 1932 e juntou-se à tripulação do cruzador HMS Sussex. Ele foi transferido para os submarinos, inicialmente no HMS Narwhal e em 1938 no HMS Ursula como oficial de navegação.